# Варадија де Муреш (Арад)
Варадија де Муреш (рум. Vărădia de Mureş) насеље је у Румунији у округу Арад у општини Варадија де Муреш. Oпштина се налази на надморској висини од 145 m.

## Историја
У Варадији на Моришу је почетком 18. века било Срба граничара. Пописани су 1703. године: 1 капетан, 8 официра, 25 коњаника и 75 пешака.

## Становништво
Према подацима из 2002. године у насељу је живело 2112 становника.

### Попис2002.
| Расподела становништва по националности 2002.‍ | Расподела становништва по националности 2002.‍ | Расподела становништва по националности 2002.‍ | Расподела становништва по националности 2002.‍ | Расподела становништва по националности 2002.‍ |
| --------------------------------------------- | --------------------------------------------- | --------------------------------------------- | --------------------------------------------- | --------------------------------------------- |
|                                               |                                               |                                               |                                               |                                               |
| Румуни                                        | Румуни                                        |                                               | 2.084                                         | 98,9%                                         |
| Мађари                                        | Мађари                                        |                                               | 10                                            | 0,5%                                          |
| Украјинци                                     | Украјинци                                     |                                               | 14                                            | 0,7%                                          |

### Хронологија
| Година       | 1992 | 1993 | 1994 | 1995 | 1996 | 1997 | 1998 | 1999 | 2000 | 2001 | 2002 | 2003 | 2004 | 2005 | 2006 | 2007 | 2008 | 2009 | 2010 | 2011 | 2012 | 2013 | 2014 | 2015 | 2016 | 2017 |
| ------------ | ---- | ---- | ---- | ---- | ---- | ---- | ---- | ---- | ---- | ---- | ---- | ---- | ---- | ---- | ---- | ---- | ---- | ---- | ---- | ---- | ---- | ---- | ---- | ---- | ---- | ---- |
| Становништво | 2026 | 1979 | 1946 | 1928 | 1915 | 1891 | 1887 | 1880 | 1869 | 1852 | 1831 | 1853 | 1852 | 1835 | 1840 | 1800 | 1792 | 1773 | 1773 | 1755 | 1745 | 1732 | 1722 | 1700 | 1676 | 1648 |